# Atractus taphorni
Atractus taphorni är en ormart som beskrevs av Schargel och García-Pérez 2002. Atractus taphorni ingår i släktet Atractus och familjen snokar. Inga underarter finns listade.
Arten förekommer i bergstrakter i delstaten Mérida i västra Venezuela. Honor lägger ägg.